# Centridini
Centridini es una tribu de abejas ápidas, muchas de las cuales poseen adaptaciones para transportar aceites florales en lugar de (o además de) polen o néctar. Los aceites florales a menudo se obtienen de plantas de la familia Malpighiaceae, aunque también pueden visitar otras plantas. Las especies que recogen aceites normalmente tienen "peines", formados de cerdas poco espaciadas, aplanadas, romas en los bordes del primer segmento tarsal de las patas delanteras y medias; otros pueden tener "almohadillas" esponjosas para absorber los aceites. También comúnmente visitan plantas con resinas para su uso en la construcción de células del nido. 
Hay  246 especies en 2 géneros mundialmente; el género Centris, con 22 especies se encuentra en Norteamérica. Las abejas de este género se existen comúnmente en los desiertos norteamericanos, y son activas a temperaturas ambiente muy altas cuando muchas otras especies permanecen inactivas. A menudo se pueden ver en grandes números en las flores de palo verde.

## Géneros
- Centris
- Epicharis